# Ardennerna
Ardennerna (franska: Ardennes, nederländska: Ardennen) är ett drygt 10 000 kvadratkilometer stort skogbeklätt bergsområde beläget i sydöstra Belgien och de angränsande delarna av Luxemburg och Frankrike. Här utkämpades en av de hårdare striderna i andra världskriget mellan Nazityskland och de allierade. Under romartiden kallades Ardennerna Arduenna Silva, vilket egentligen syftar på skogsområdet. De franska delarna av området ingår i regionen Champagne-Ardenne.

## Beskrivning
Ardennerna är ett mestadels skogbeklätt bergland som bildar den västliga avslutningen av den nederrhenska skifferhögslätten. Den täcker Luxemburg samt sydöstra Belgien. Mot öst sammanhänger denna bergsträcka med Hohes Venn och Eifel, mot väst sänker den sig småningom ned till den flamländska lågslätten. 
De största höjderna ligger nära tyska gränsen, såsom Baque Michel på 675 m ö.h. Belgiens högsta punkt är Signal de Botrange, där den skogklädda bergstoppen på 694 m ö.h. byggts på med en sex meter hög utsiktsplattform. Dessa så kallade "Hög-Ardennerna" sträcker sig åt sydväst och bildar i trakten av Sedan norra gränsen för Seinebäckenet. De högsta regionerna är täckta av hedar och högmossar (tyska: Hohes Venn; franska: hautes fagnes), har en mycket rå och ogästvänlig karaktär och är i stor utsträckning ouppodlade. Detta kontrasterar mot de mer uppodlade trakterna som ligger under 500 m ö.h. 
Ardennerna består övervägande av skiffer och kalk från devontiden. De har utgjorts av veckberg, som genom erosion och denudation förvandlats till en ganska jämn platå och där floderna grävt sig djupa och trånga klyftor. 
Norr om de egentliga Ardennerna, söder om Maas och Sambre, ligger en bred, likaledes platåformad gördel som ibland benämns Sub-Ardennerna. Den är på mindre än 300 meters höjd över havet, är bildad dels under devon, dels under stenkolsperioden och har rika stenkolslager. Dit hör landskapen Fagne, Marlagne, Famenne, Condroz och Hervé. Förutom stenkol finns där rikligt med järn, zink och bly. Där ligger, från Valenciennes i Frankrike till Aachen i Tyskland, ett stort industriområde som bland annat omsluter Belgiens stora industristäder Mons, Charleroi, Namur och Liège.

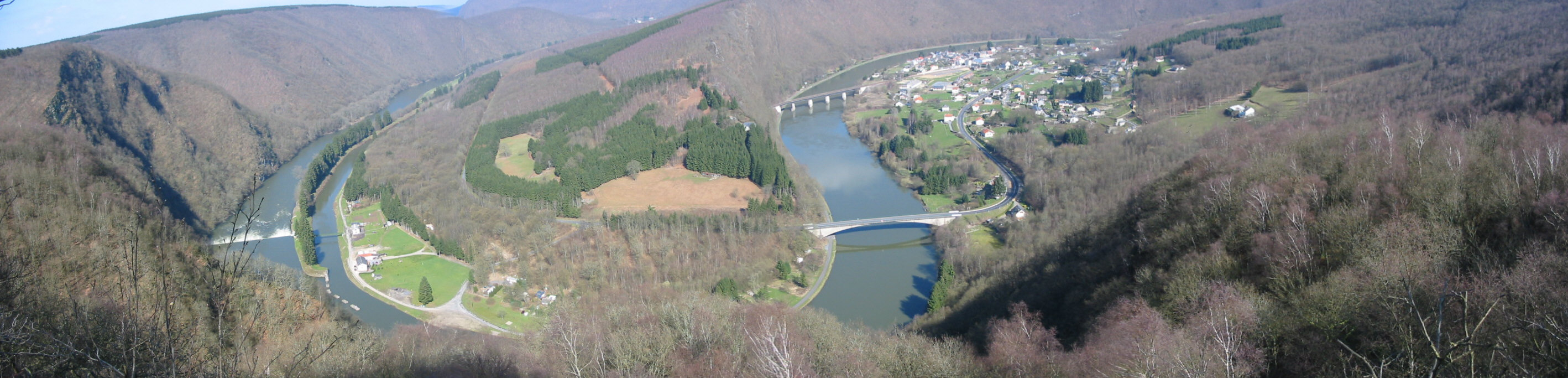
Meusefloden i franska Ardennerna, vid staden Laifour.

## Källhänvisningar
Den här artikeln är helt eller delvis baserad på material från Nordisk familjebok, Ardennerna, 1904–1926.
1. ↑  "Ardennerna". NE.se. Läst 15 november 2014.
2. ↑  "Belgium - Signal de Botrange 694m". Virtualmounrainc.co.uk. Läst 15 november 2014. (engelska)